# مسابقات فرمول یک فصل ۱۹۵۶
مسابقات فرمول یک فصل ۱۹۵۶ در سال ۱۹۵۶ میلادی برگزار شد. در این مسابقات جان مانوئل فانجیو (به انگلیسی: Juan Manuel Fangio) از تیم اسکودریا فراری و با خودروی فراری به قهرمانی رسید وی که در آغاز مسابقه در خط ۶ قرار داشت، بهترین زمان خود را در دور ۴ به دست آورد و در مجموع صاحب ۳۰ امتیاز شد.